# سنايدر (أوكلاهوما)
سنايدر (بالإنجليزية: Snyder, Oklahoma)‏ هي مدينة تقع بولاية أوكلاهوما في الولايات المتحدة. تبلغ مساحة هذه المدينة 3.285292 (كم²)، وترتفع عن سطح البحر 413 م، بلغ عدد سكانها 1394 نسمة في عام 2010 حسب إحصاء مكتب تعداد الولايات المتحدة.

## التركيبة السكانية
حدّد مكتب تعداد الولايات المتحدة بيانات التركيبة السكانية لسنايدر في تعداد الولايات المتحدة. في ما يلي، التركيبة السكانية حسب تعدادي 2000 و2010.

### تعداد عام 2000
بلغ عدد سكان سنايدر 1,509 نسمة بحسب تعداد عام 2000، وبلغ عدد الأسر 607 أسرة وعدد العائلات 398 عائلة مقيمة في المدينة. في حين سجلت الكثافة السكانية 458.7 نسمة لكل كيلومتر مربع (1,188.0/ميل2). وبلغ عدد الوحدات السكنية 761 وحدة بمتوسط كثافة قدره 231.3 لكل كيلومتر مربع (599.1/ميل2).
وتوزع التركيب العرقي للمدينة بنسبة 84.49% من البيض و7.02% من الأمريكيين الأفارقة و2.45% من الأمريكيين الأصليين و0.07% من سكان جزر المحيط الهادئ و4.64% من الأعراق الأخرى و1.33% من عرقين مختلطين أو أكثر و10.21% من الهسبانيون أو اللاتينيون من أي عرق.
بلغ عدد الأسر 607 أسرة كانت نسبة 36.1% منها لديها أطفال تحت سن الثامنة عشر تعيش معهم، وبلغت نسبة الأزواج القاطنين مع بعضهم البعض 46.8% من أصل المجموع الكلي للأسر، ونسبة 12.7% من الأسر كان لديها معيلات من الإناث دون وجود شريك،  بينما كانت نسبة 6.1% من الأسر لديها معيلون من الذكور دون وجود شريكة وكانت نسبة 34.4% من غير العائلات. تألفت نسبة 31.8% من أصل جميع الأسر من عدة أفراد يعيشون في نفس المنزل ونسبة 16.5% كانت تتألف من شخص يعيش بمفرده يبلغ من العمر 65 عاماً أو أكثر. وبلغ متوسط حجم الأسرة المعيشية 2.41، أما متوسط حجم العائلات فبلغ 3.01.
بلغ العمر الوسطي للسكان 38.1 عاماً. وكانت نسبة 27.2% من القاطنين تحت سن الثامنة عشر، وكانت نسبة 8.7% بين الثامنة عشر والرابعة والعشرين عاماً، ونسبة 24.3% كانت واقعةً في الفئة العمرية ما بين الخامسة والعشرين والرابعة والأربعين عاماً، ونسبة 20.4% كانت ما بين الخامسة والأربعين والرابعة والستين، ونسبة 16.2% كانت ضمن فئة الخامسة والستين عاماً فما فوق. يوجد لكل 100 أنثى 88.3 ذكر، ويوجد لكل 100 أنثى في الثامنة عشر من عمرها فما فوق 85.0 ذكر.
بلغ متوسط دخل الأسرة في المدينة 23,295 دولارًا، أما متوسط دخل العائلة فبلغ 32,167 دولارًا. وكان متوسط دخل الذكور 26,324 دولارًا مقابل 17,386 دولارًا للإناث. وسجل دخل الفرد الخاص بالمدينة 13,188 دولارًا. وكانت نسبة 21.5% من العائلات ونسبة 25.3% من السكان تحت خط الفقر، وكان من هؤلاء نسبة 31.3% تحت سن الثامنة عشر ونسبة 17% في الخامسة والستين من العمر وما فوق.

### تعداد عام 2010
بلغ عدد سكان سنايدر 1,394 نسمة بحسب تعداد عام 2010، وبلغ عدد الأسر 563 أسرة وعدد العائلات 364 عائلة مقيمة في المدينة. في حين سجلت الكثافة السكانية 423.7 نسمة لكل كيلومتر مربع (1,097.4/ميل2). وبلغ عدد الوحدات السكنية 687 وحدة بمتوسط كثافة قدره 208.8 لكل كيلومتر مربع (540.8/ميل2).
وتوزع التركيب العرقي للمدينة بنسبة 79.05% من البيض و6.17% من الأمريكيين الأفارقة و2.65% من الأمريكيين الأصليين و0.14% من الأمريكيين ذوي الأصول الآسيوية و0.07% من سكان جزر المحيط الهادئ و6.89% من الأعراق الأخرى و5.02% من عرقين مختلطين أو أكثر و12.34% من الهسبانيون أو اللاتينيون من أي عرق.
بلغ عدد الأسر 563 أسرة كانت نسبة 34.5% منها لديها أطفال تحت سن الثامنة عشر تعيش معهم، وبلغت نسبة الأزواج القاطنين مع بعضهم البعض 44.9% من أصل المجموع الكلي للأسر، ونسبة 12.3% من الأسر كان لديها معيلات من الإناث دون وجود شريك،  بينما كانت نسبة 7.5% من الأسر لديها معيلون من الذكور دون وجود شريكة وكانت نسبة 35.3% من غير العائلات. تألفت نسبة 31.6% من أصل جميع الأسر من عدة أفراد يعيشون في نفس المنزل ونسبة 12.8% كانت تتألف من شخص يعيش بمفرده يبلغ من العمر 65 عاماً أو أكثر. وبلغ متوسط حجم الأسرة المعيشية 2.37، أما متوسط حجم العائلات فبلغ 2.99.
بلغ العمر الوسطي للسكان 39.8 عاماً. وكانت نسبة 25.9% من القاطنين تحت سن الثامنة عشر، وكانت نسبة 7.4% بين الثامنة عشر والرابعة والعشرين عاماً، ونسبة 22% كانت واقعةً في الفئة العمرية ما بين الخامسة والعشرين والرابعة والأربعين عاماً، ونسبة 25.9% كانت ما بين الخامسة والأربعين والرابعة والستين، ونسبة 18.9% كانت ضمن فئة الخامسة والستين عاماً فما فوق. وتوزع التركيب الجنسي للسكان بنسبة 49.1% ذكور و50.9% إناث.

## وصلات خارجية
- The US50 - Cities and Towns in Oklahoma State